# Raoul Dufy
Raoul Dufy (Le Havre, 1877. június 3. – Forcalquier, 1953. március 23.) francia fauvista festő, textiltervező, illusztrátor.

## Élete, munkássága
Raoul Dufy Le Havre-ban született, szülei hét gyermeket neveltek. Szülővárosában járt iskolába, de 14 éves korában már dolgoznia kellett, egy kávékereskedő cégnél helyezkedett el. A festészet iránti érdeklődésének megfelelően 1895-től a helyi képzőművészeti iskola esti tanfolyamain vett részt. Érdekes, hogy ide járt Othon Friesz is, aki később szintén a fauve-ok jeles tagja lesz, és akivel Raoul szoros barátságot kötött. A városi múzeumban szívesen tanulmányozták Eugène Boudin műveit.
1900-ban ösztöndíjjal Párizsba ment, ahol Léon Bonnat irányításával folytatta tanulmányait az École de la Rue Bonapartéban. Itt is volt egy később híressé vált iskolatársa, Georges Braque. Az impresszionisták, Claude Monet, Camille Pissarro valamint Van Gogh művészete állt közel hozzá, első munkái e stílusban készültek. 1901-es Vége a napnak Le Havre-ban című képét elfogadták a Francia Művészek Szalonja kiállítására, majd 1903-ban a Függetlenek kiállításán is jelen voltak alkotásai. Ezeken a kiállításon 1905-ben találkozott Henri Matisse műveivel, és különösen Luxe, calme et volupté című képe hatott rá. „E kép előtt állva megértettem a festészet valamennyi új indítékát; … az impresszionista realizmus elvesztette számomra minden varázsát” – mondta. Elhatározta, hogy azonnal felhagy addigi stílusával, vad színáradatot zúdít a vászonra, zászlós ünnepségeket és színes táncmulatságokat fog festeni. Az Őszi Szalon kiállításán zászlót bontott a fauvizmus, amihez Dufy is csatlakozott. Barátságot kötött a mozgalom egyik tagjával, Albert Marquet-vel, akivel közös műtermet béreltek, és stílusuk kölcsönösen hatott egymásra.

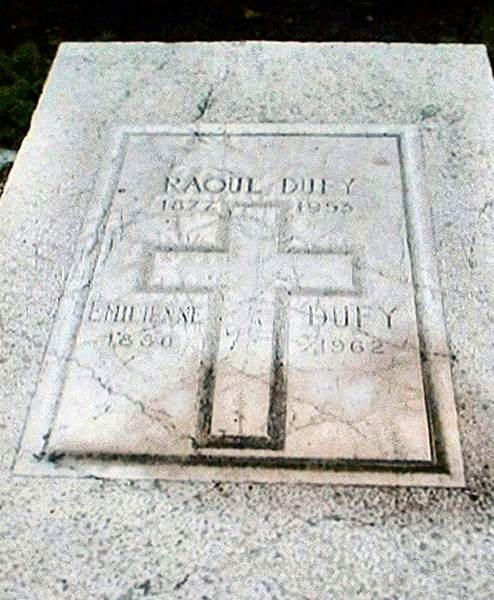
Dufy sírja a cimezi temetőben

A fauvizmussal való kapcsolata nem egészen az évtized végéig tartott. 1908-ban Braque-kal együtt l’Estaque-ban volt, ahol megismerkedett Paul Cezanne művészetével, ami olyan mély benyomást gyakorolt rá, hogy elfordult a fauvizmustól, színei ezután sokkal kevésbé voltak élénkek, és többet törődött a térszerkesztéssel. Megélhetési problémák miatt fametszeteket készített, és illusztrálta Apollainaire Bestiáriumát. Később Stéphane Mallarmé és André Gide könyveihez is készített illusztrációkat. Ekkoriban kezdett textiltervezéssel is foglalkozni: Bianchin-Férier selyemcégének és Paul Poiret divattervezőnek tervezett kelméket, később kerámiákat is készített. 1920-ban Vence-be, később Szicíliába, majd Marokkóba utazott új élményekért. Tájképeket festett, és neve kezdett ismertebbé válni. 1925-ben, a nagy iparművészeti kiállításon textileket mutatott be, majd egy évre rá képeit állította ki Georges Bernheimnél. Dél-Franciaországban dolgozott egy ideig, majd Párizsban elkészítette Aktok a műteremben című sorozatát. 1937-ben megbízták a párizsi világkiállítás villamosság pavilonjába egy 600 négyzetméteres freskó elkészítésével (La Fée Electricité). Újabb nagyméretű munkák következtek: a Füvészkertbe és a Chaillot-palotába készített pannókat.
A második világháború idején Perpignanba menekült a német megszállás elől, és 1949-ig tartózkodott itt. Szövött kárpitokat tervezett, ezek kartonjait 1948-ban állította ki Louis Carré galériájában. 1952-ben Forcalquier-be költözött, egy év múlva itt halt meg. A cimezi (Nizza külvárosa) temetőben nyugszik, nem messze Matisse sírjától.

## Művészete
„Dufy az öröm festője. A látás, a képzelet, az alkotás öröme ez, amely sosem tagadja meg az érzékelhető világ valóságát. … Dufy eredeti tehetségének legvitathatatlanabb értéke csodálatos rajzkészsége. … Pontos és gyors jelekkel dolgozott, akár grafitceruzát, fekete vagy színes tust, olajat vagy vízfestéket használt. … Minden festőnek van uralkodó színe. Őnála ez a kék, amely az árnyalatok minden fokán megőrzi saját egyéniségét. … Élete vége felé igyekezett visszafogni páratlan palettájának színhatásait. Ekkor következett a sárga konzolok, piros hegedűk, fekete teherhajók egymást követő sora, ahol a nagy tudással modulált alapszínt csak néhány egyéb szín szakítja meg.”